# Andrewsianthus kilimanjaricus
Andrewsianthus kilimanjaricus là một loài rêu tản trong họ Jungermanniaceae. Loài này được (S.W. Arnell) Grolle & Váňa miêu tả khoa học lần đầu tiên năm 1980.